# Fusuloppia neonominata
Fusuloppia neonominata är en kvalsterart som beskrevs av Subías 2004. Fusuloppia neonominata ingår i släktet Fusuloppia och familjen Oppiidae. Inga underarter finns listade i Catalogue of Life.